# Pavonia paneroi
Pavonia paneroi är en malvaväxtart som beskrevs av P.A. Fryxell. Pavonia paneroi ingår i släktet påfågelsmalvor, och familjen malvaväxter. Inga underarter finns listade i Catalogue of Life.